# Jápeto (satélite)
Jápeto é um satélite de Saturno. Com um diâmetro médio estimado em 1 469 km, é a terceira maior lua de Saturno e a décima-primeira do Sistema Solar. Nomeado a partir do titã Jápeto, o satélite foi descoberto em 1671 por Giovanni Domenico Cassini.
Um corpo de relativamente baixa densidade, feito principalmente de gelo, Jápeto possui várias características pouco usuais, como uma forte diferença de coloração entre o seu hemisfério condutor, que é escuro, e o conduzido, que é brilhante, bem como uma grande crista equatorial que ocupa três quartos do percurso em torno da lua.

## História

### Descoberta

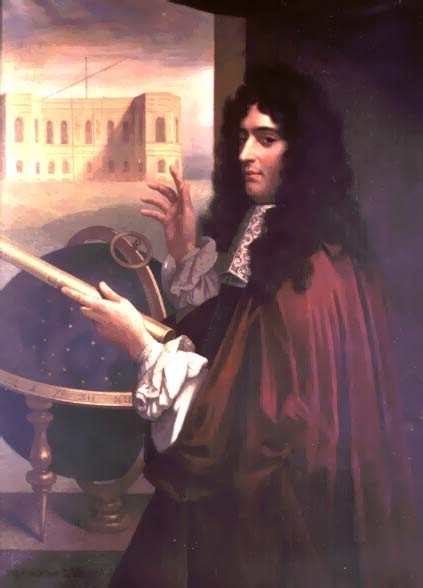
Giovanni Domenico Cassini, descobridor de Jápeto

Jápeto foi descoberto em outubro de 1671 por Giovanni Domenico Cassini, um astrônomo francês nascido na Itália. Ele o havia descoberto no lado ocidental de Saturno e tentou avistá-lo no lado oriental alguns meses depois, mas não teve sucesso. Isto aconteceu de novo no ano seguinte, e Cassini finalmente observou Jápeto no lado oriental em 1705, com a ajuda de um telescópio aprimorado, descobrindo o satélite duas magnitudes mais tênue naquele lado.
Cassini corretamente deduziu que Jápeto possui um hemisfério brilhante e outro escuro, e que está em acoplamento de maré, sempre com a mesma face voltada para Saturno. Isto significa que o hemisfério brilhante é visível da Terra quando Jápeto está no lado ocidental de Saturno, e o hemisfério escuro é visível quando o satélite está no lado oriental.

## Etimologia
Jápeto foi nomeado a partir do titã Jápeto da mitologia grega. O nome foi sugerido por John Herschel (descobridor de Mimas e Encélado), em sua publicação de 1847 Resultados das Observações Astronômicas feitas no Cabo da Boa Esperança, na qual ele advogou que os nomes das luas de Saturno fossem atribuídos a partir dos titãs, irmãos e irmãs do titã Cronos (que os romanos equipararam ao seu deus Saturno).
Quando descoberto, Jápeto era um dos quatro satélites de Saturno nomeados como Sidera Lodoicea pelo seu descobridor Giovanni Cassini em homenagem ao rei Luís XIV (os outros são Tétis, Dione e Reia). Entretanto, os astrônomos adotaram o hábito de se referir a eles usando algarismos romanos, com o que Jápeto se tornou Saturno V. Quando Mimas e Encélado foram descobertos em 1789, o esquema de numeração foi estendido, e Jápeto foi renomeado Saturno VII. Com a descoberta de Hipérion em 1848, Jápeto se tornou Saturno VIII, que ainda hoje é a sua designação em algarismos romanos. Os acidentes geológicos de Jápeto são geralmente nomeados a partir de personagens e lugares do poema épico francês A Canção de Rolando.
A órbita de Jápeto é bem pouco usual. Embora seja o terceiro maior satélite de Saturno, ele orbita muito mais distante do que Titã, a lua seguinte em proximidade, dentre as luas maiores. Ele também tem o plano orbital mais inclinado dentre os satélites regulares; apenas os satélites exteriores irregulares, como Febe, têm órbitas mais inclinadas. Devido a esta órbita distante e inclinada, Jápeto é a única grande lua da qual os anéis de Saturno seriam claramente visíveis; das outras luas interiores, os anéis estariam alinhados e seriam difíceis de ver. A razão desta órbita tão inclinada é desconhecida, entretanto, não é provável que a lua tenha sido capturada. Uma sugestão para a causa da inclinação orbital de Jápeto seria um encontro entre Saturno e outro planeta.

## Formação
Acredita-se que as luas de Saturno tenham tipicamente se formado por coacreção, um processo similar ao que se acredita tenha formado os planetas do Sistema Solar. À medida que os gigantes gasosos se formaram, eles foram cercados por discos de material que gradualmente coalesceram em satélites. Entretanto, um modelo proposto para Titã sugere que ele foi formado por uma série de impactos gigantes entre luas preexistentes. Acredita-se que Jápeto e Reia se formaram de parte dos detritos dessas colisões. Estudos mais recentes, porém, sugerem que todas as luas interiores a Titã não têm mais do que 100 milhões de anos; logo, é improvável que Jápeto tenha se formado na mesma série de colisões de Reia e todas as outras luas interiores a Titã. Assim, juntamente com Titã, ele pode ser um satélite primordial.

## Características físicas
A baixa densidade de Jápeto indica que ele é composto principalmente de gelo, com apenas um pequeno percentual (~20%) de materiais rochosos.
Diferentemente da maioria das luas grandes, a forma geral de Jápeto não é nem esférica nem elipsoide, tendo uma protuberância na sua circunferência e polos achatados. A sua crista equatorial única (ver abaixo) é tão alta que distorce a forma do satélite mesmo quando ele é visto à distância. Essa característica frequentemente o leva a ser caracterizado como em forma de noz.
Jápeto tem muitas crateras, e as imagens da Cassini revelaram grandes bacias de impacto, pelo menos cinco das quais com mais de 350 km de largura. A maior, Turgis, tem diâmetro de 580 km; sua borda é extremamente íngreme e inclui uma escarpa com cerca de 15 km de altura. Sabe-se que em Jápeto ocorrem grandes deslizamentos de terra (“sturzstroms”), possivelmente causados por deslocamento de gelo.

### Dois tons de coloração

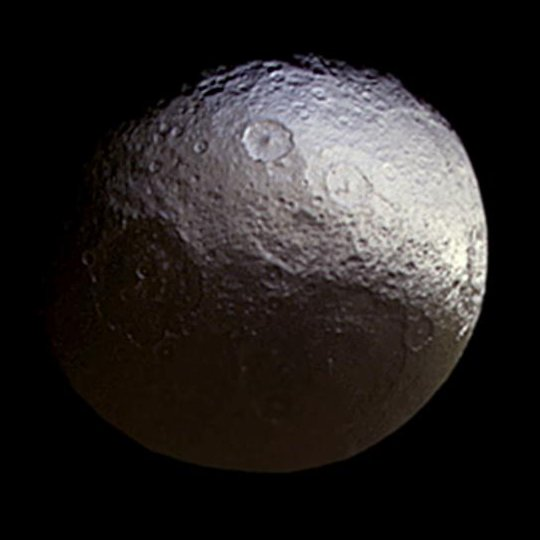
Imagem em cor natural de Jápeto

A diferença de coloração entre os dois hemisférios de Jápeto é espantosa. O hemisfério condutor e as laterais são escuros (albedo 0,03 – 0,05), com uma leve coloração marrom-avermelhada, enquanto a maior parte do hemisfério conduzido e os polos são brilhantes (albedo 0,5 – 0,6, quase tanto quanto Europa). Logo, a magnitude aparente do hemisfério conduzido é em torno de 10,2, enquanto a do hemisfério condutor é de cerca de 11,9, acima da capacidade dos melhores telescópios do século XVII. A região escura é chamada Cassini Regio, e a região clara é dividida em Roncevaux Terra ao norte do equador e Saragossa Terra ao sul. Acredita-se que o material escuro original tenha vindo de fora de Jápeto, mas agora ele consiste principalmente de resíduos da sublimação do gelo das áreas mais quentes da superfície da lua, depois escurecidos pela exposição à luz solar. Ele contém compostos orgânicos similares às substâncias encontradas em meteoritos primitivos ou na superfície de cometas. Observações feitas a partir da Terra mostraram que eles são carbonáceos, e provavelmente incluem cianocompostos, como polímeros de cianeto de hidrogênio.
Imagens da sonda Cassini tomadas a 1 227 km mostram que tanto Cassini Regio como as Terras têm muitas crateras. A dicotomia de cores de manchas espalhadas de material claro e escuro na zona de transição entre Cassini Regio e as áreas brilhantes existe em escalas muito pequenas, até numa resolução de imagem de 30 metros. Há material escuro preenchendo regiões mais baixas e material claro nas encostas fracamente iluminadas de crateras nos limites dos polos, mas não há tons de cinza. O material escuro ocorre em uma camada muito fina, com apenas algumas dezenas de centímetros de espessura pelo menos em algumas áreas, de acordo com imagens de radar da Cassini e pelo fato de que impactos de meteoros muito pequenos a perfuraram até a camada de gelo abaixo.

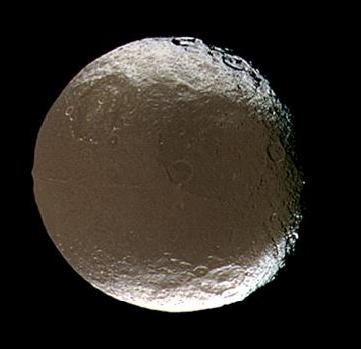
Vista de Cassini Regio. As grandes crateras visíveis incluem Falsaron (acima à esquerda), Turgis (acima e à direita do centro) e Ganelon (abaixo à direita)

Devido a sua lenta rotação de 79 dias (igual a sua revolução e a mais longa no sistema saturniano), Jápeto teria tido a maior temperatura superficial durante o dia e a mais fria à noite no sistema saturniano, mesmo antes do desenvolvimento do contraste de cores; perto do equador, a absorção de calor pelo material escuro resulta em temperaturas durante o dia de 129 K (-144 °C) em Cassini Regio, comparadas a 113 K (-160 °C) nas regiões brilhantes. A diferença de temperaturas significa que o gelo preferencialmente sublima em Cassini Regio e se deposita nas áreas brilhantes e especialmente nos polos ainda mais frios. Em escalas de tempo geológico, isto escureceria mais Cassini Regio e tornaria mais brilhante o restante de Jápeto, criando um processo de feedback positivo de avalanche térmica que levaria a maior contraste em albedo, acabando com todo o gelo exposto sendo perdido em Cassini Regio. Estima-se que num período de um bilhão de anos às temperaturas atuais, as áreas escuras de Jápeto perderiam cerca de 20 metros de gelo por sublimação, enquanto as regiões brilhantes perderiam apenas 10 cm, sem considerar o gelo transferido das regiões escuras. Este modelo explica a distribuição de áreas claras e escuras, a ausência de tons de cinza e a pouca espessura de material escuro cobrindo Cassini Regio. A redistribuição do gelo é facilitada pela fraca gravidade de Jápeto, que significa que na temperatura ambiente uma molécula de água pode migrar de um hemisfério para o outro em apenas alguns saltos.
Entretanto, um processo separado de segregação de cores seria necessário para iniciar o feedback térmico. Acredita-se que o material escuro inicial tenham sido detritos de choques por meteoros em pequenas luas exteriores em órbitas retrógradas e varridas pelo hemisfério condutor de Jápeto. O núcleo deste modelo tem cerca de 30 anos, e foi revisado pelo sobrevoo de setembro de 2007.

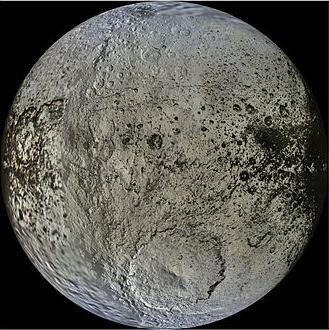
As regiões brilhantes de Jápeto. Roncevaux Terra está no alto (norte); Saragossa Terra com a sua bacia proeminente Engelier, a segunda maior de Jàpeto, está embaixo

Detritos claros fora da órbita de Jápeto, fossem eles liberados da superfície de uma lua por impactos de micrometeoroides ou criados em uma colisão, cairiam em espiral à medida que sua órbita decaísse. Eles teriam sido escurecidos pela exposição à luz do Sol. Uma porção deste material que cruzasse a órbita de Jápeto teria sido varrida pelo hemisfério condutor, cobrindo-o; uma vez que este processo criou um contraste modesto no albedo e, portanto, um contraste em temperatura, o feedback térmico descrito acima entraria em ação e exageraria o contraste. Em suporte a esta hipótese, modelos numéricos simples da deposição exogênica e processos térmicos de redistribuição da água podem predizer proximamente a aparência de dois tons de Jápeto. Uma dicotomia sutil de cores entre os hemisférios de Jápeto, com o condutor sendo mais avermelhado, pode de fato ser observada em comparações entre as áreas brilhante e escura dos dois hemisférios. Em contraste com a forma elíptica de Cassini Regio, o contraste de cores segue aproximadamente os limites de hemisfério; a variação entre as regiões de diferentes cores é gradual, numa escala de centenas de quilômetros. A lua interior mais próxima de Jápeto, a de caótica rotação Hipérion, também tem uma cor avermelhada pouco usual.
O maior reservatório deste material cadente é Febe, a maior das luas exteriores. Embora a composição de Febe seja mais próxima daquela do hemisfério brilhante de Japeto do que do escuro, a poeira de Febe somente seria necessária para estabelecer um contraste em albedo, e presumivelmente teria sido largamente superada pela sublimação posterior. A descoberta de um disco tênue de material no plano orbital de Febe e proximamente interno a sua órbita foi anunciada em 6 de outubro de 2009, suportando o modelo. O disco se estende de 128 a 207 vezes o raio de Saturno, enquanto Febe orbita a uma distância média de 215 raios de Saturno. Ele foi detectado pelo telescópio espacial Spitzer.

### Formato
As medições triaxiais atuais de Jápeto indicam dimensões radiais de 746 km x 746 km x 712 km, com um raio médio de 734,5 ± 2,8 km. Entretanto, essas medições podem ser imprecisas na escala quilométrica, uma vez que a superfície completa de Jápeto ainda não tem imagens em resolução suficientemente alta. O achatamento observado seria consistente com o equilíbrio hidrostático se Jápeto tivesse período rotacional de aproximadamente 16 horas, mas ele não tem; seu período de rotação atual é de 79 dias. Uma explicação possível para isso é que a forma de Jápeto foi congelada pela formação de uma grossa crosta logo depois de sua formação, enquanto a sua rotação continuou a ficar mais lenta devido a dissipação por maré, até ficar acoplado pela maré.

### Crista equatorial

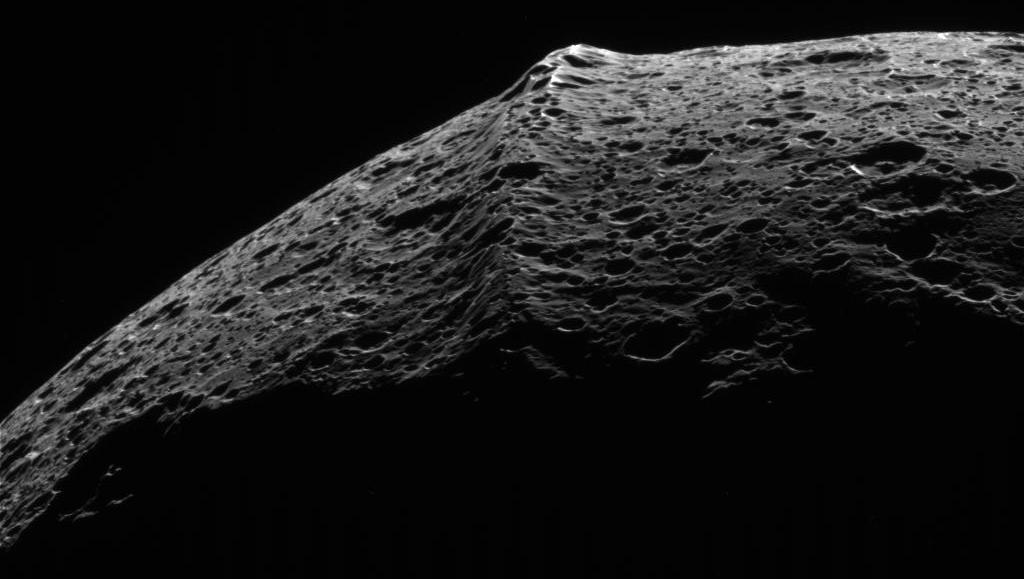
Crista equatorial

Um mistério adicional de Jápeto é a crista equatorial que corre ao longo do centro de Cassini Regio, com comprimento de cerca de 1 300 km, largura de 20 km e 13 km de altura. Ela foi descoberta quando a sonda Cassini tirou imagens de Jápeto em 31 de dezembro de 2004. Picos na crista atingem mais de 20 km acima das planícies circundantes, fazendo deles algumas das mais altas montanhas no Sistema Solar. A crista forma um sistema complexo incluindo picos isolados, segmentos de mais de 200 km e seções com três cristas paralelas próximas. Nas regiões brilhantes não há cristas, mas há uma série de picos isolados de 10 km ao longo do equador. O sistema de cristas tem muitas crateras, indicando que ele é antigo. A protuberância equatorial dá a Jápeto uma aparência semelhante a uma noz.
Não está claro como a crista se formou. Uma dificuldade é explicar por que ela segue o equador quase perfeitamente. Há atualmente numerosas hipóteses, mas nenhuma delas explica por que a crista está confinada a Cassini Regio. As teorias incluem que a crista é um remanescente da forma oblata de Jápeto durante o início de sua vida, que ela foi criada pelo colapso de um sistema de anéis, que ela foi formada por material gelado saindo do interior de Jápeto ou que ela é resultado de um transtorno convectivo.

## Exploração
Jápeto foi fotografado múltiplas vezes de distâncias moderadas pela sonda Cassini. Entretanto, a sua grande distância de Saturno torna difícil a observação próxima. A Cassini fez um sobrevoo próximo, a uma distância mínima de 1 227 km, em 10 de setembro de 2007.

## Na cultura popular
O monólito apresentado durante o clímax do livro de 1968 de Arthur C. Clarke 2001: Uma Odisseia no Espaço está localizado em Jápeto.
Um grupo de cientistas explora Jápeto em The Saturn Game, um livro de ficção científica de Poul Anderson (1981).
Jápeto é a locação para a história da escritora checa Julie Nováková “A Longa Noite de Jápeto”, publicada na edição de novembro de 2020 da revista "Asimov's Science Fiction".